# Skřítek (mytologie)

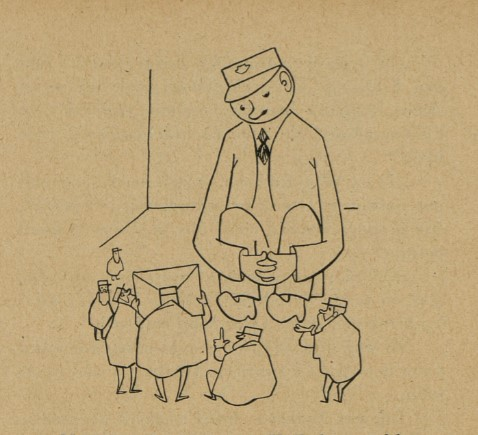
Josef Čapek: Pan Kolbaba a poštovní skřítci (ilustrace k Devateru pohádek K. Čapka, 1932)

Skřítek či šotek je bytost ze západoslovanského folklóru, původně ochranný duch domu podobný východoslovanskému domovojovi. Skřítek je analogický římským lárům a penátům, anglickým hobům nebo francouzským lutinům. Toto slovo se také používá pro překlad jmen různých bytostí malého vzrůstu v folklóru a fantasy jako je elf, goblin, gnóm nebo imp. 
Písemné zprávy o skřítkovi jsou hojné z 16. až 18. století, autoři jako Jan Amos Komenský a Tomáš Pěšina z Čechorodu jej srovnali s římským láry a penáty.

## Označení
Slovo skřítek pochází z německého scrat, schratte, schratt „lesní duch“. Jeho českou variantou je křístek a skřet, v polštině je pak nazýván skrzatek, skrzat nebo skrzot, slovensky je nazýván škrata nebo škriatok, slovinsky škrat či škratec. Později byl někdy ztotožněn s čertem či ďáblem, například v Mastičkáři či u Jana Husa. Podle Ctibora Tovačovského z Cimburka se skřítkem či diblíkem stávají nepokřtěné děti. Slovo šotek pochází z šet, šiet „stařec“ a varianta šetek je známa i ve slovinštině.

## Podoba
Skřítek se často objevuje jako bytost malé postavy, občas i s drápy na rukou a nohou. Někdy je tak malý že se schovává v mouce či hrachu, podle Slovinců je velký jako palec. Častá je také podoba kuřete, obvzvlášť zmoklého, tak si jej představují například Slováci a Poláci. V Polsku se objevuje i v podobě malého ptáka z kterého srší jiskry. Hospodáříček mívá podobu hada, svázaného s životem hospodáře, někdy hadů dvou, za hospodáře a hospodyni. Domovní had je pravděpodobně užovka, která skutečně často žije poblíž lidských stavení.
U Slovinců mívá i další rozmanité podoby, může to být mladík, stařec i stařena. Nosí zelenou suknici, červenou čapku, která ho činí neviditelným, a své tělo skrývá protože je velmi chlupaté. Když nese peníze má podobu jiskřícího koštěte a dále se může měnit v různá zvířata, například kočku, psa či husu.

## Chování a zvyky
Místa, kde přebývá skřítek v domě, jsou různá. Často žil ve chlévě či ovčíně, schovaný v mouce či hrachu, na plané hrušni a především v zimě za pecí či na ní.
Lidem, kteří mu ublíží, se rád mstí, ale jinak je jeho přínos domu pozitivní. Chránil stáda a přinášel obilí a peníze, také vykonával domácí práce. Časté je podání, že si skřítka lze vychovat, nejčastěji z vejce nošeného v podpaží. Na druhou stranu se ho lze těžko zbavit, dům lze před jeho návštěvou ochránit dvěma kovovými hady přibitými na dveře a namalovanými na červeno.
Skřítkovi se předkládalo jídlo, aby se nerozhněval, ve Slovinsku první kousek od každého uvařeného či upečeného pokrmu. Pamatovalo se na něj především ve čtvrtek a na Štědrý večer. Skřítek býval také zpodobňován dřevěnou soškou s rukama zkříženýma na prsou a korunkou, která stála ve skříni v koutě, když odcházeli obyvatelé z domu, kladli sošku na stůl či skříň, aby hlídal.

## Podobné bytosti
Zmok, nazýván též smok, zmek či zmak, je bytostí podobnou skřítkovi, objevující se jako zmoklé kuře. Je znám i v Bělorusku jako cmok domovij a v Polsku jako smok, ćmok či ċmuk. V bulharském podání smok saje mléko kravám i ženám a unáší děti. Velmi se mu podobá český plivník a prašivec a polský plonk.
Ztotožnění skřítka s ďáblem vedlo ke vzniku víry v podobné bytosti, které se kromě z vejce nošeného v podpaží získávaly zaprodáním duše. Jedná se o stvoření lucek, jehož jméno je odvozeno z Lucifer, známé již Janu Husovi a Janu Rokycanovi a dále o špirituse, špírka, raráška, diblíka, pikulíka a jiné.